# 1956 في الجزائر
الأحداث من عام 1956 في الجزائر .

## الأحداث

### ماي
- 19 ماي - إضراب الطلبة الجزائريين .

## المواليد

### مارس
- 12 مارس - ماليكا دومران - مغنية جزائرية من أصل قبائلي .

## الوفيات

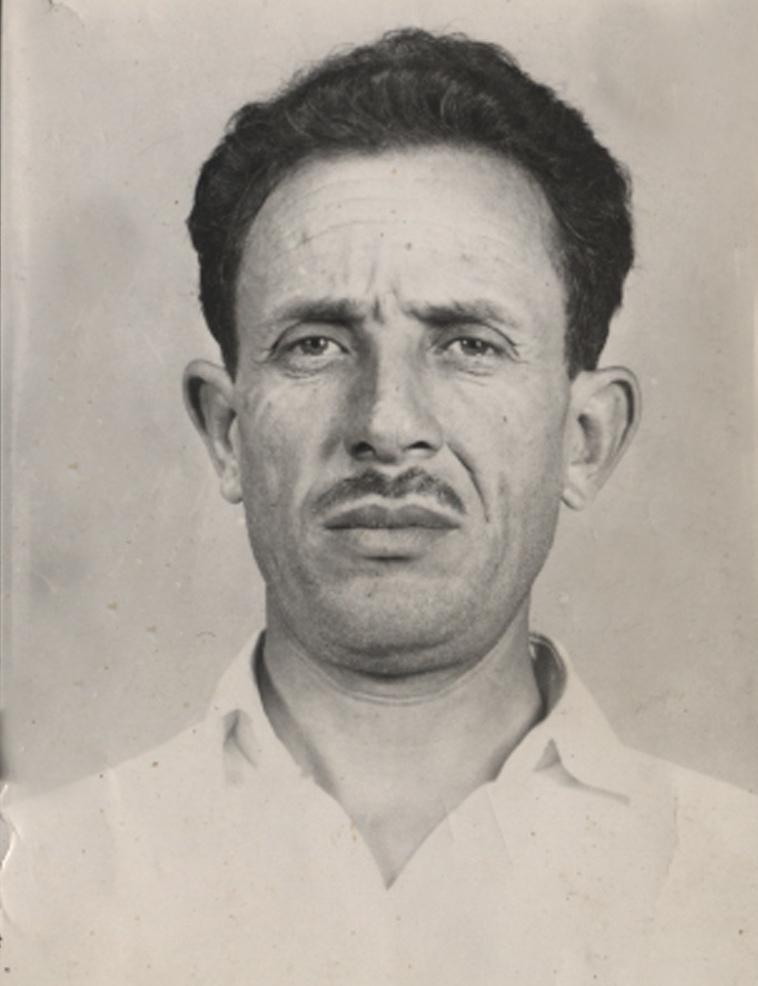
مصطفی بن بولعید

### مارس
- 22 مارس - مصطفى بن بولعيد - شخصية ثورية وقائد عسكري جزائري و يعد أحد قادة الثورة الجزائرية وجبهة التحرير الوطني .( في الصورة )

### جوان
- 19 جوان - أحمد زبانة - من مقاتلي ثورة التحرير الجزائرية .

### سبتمبر
- 23 سبتمبر - زيغود يوسف - من أبرز القادة في الثورة الجزائرية .

### أكتوبر
- 11 أكتوبر - علي خوجة - قائد عسكري جزائري برتبة ملازم فر من الخدمة الإلزامية الفرنسية وٱلتحق بصفوف الثورة الجزائرية .